# Історія гірничої справи в Україні
Розвиток гірництва на території України сягає декількох тисячоліть.
Доцільно виділити такі періоди:
- Прадавні часи.
- Донецький гірничо-металургійний центр доби пізньої бронзи.
- Гірництво й металургія кімерійців, скіфів, ранніх слов'ян.
- Київська Русь, Литовсько-Польський період, Гетьманська Україна. Від Гетьманщини до сучасності.

## Прадавні часи
Гірництво, яке започаткувало історію техніки й суттєво вплинуло на становлення й розвиток людського суспільства, було невід'ємною складовою життєдіяльності племен, що з давніх часів населяли територію України. Як свідчать археологічні дослідження, пошук і використання кременю, кварциту, андезиту, пісковику починається на землях України ще в палеоліті, принаймні 300—100 тис. років тому. Цим часом датують знахідки примітивних кам'яних знарядь у селищах Королеве й Рокосове в Закарпатті, Лука Врублевецька над Дністром, Амвросіївка в Донбасі, Хрящі в гирлі Сіверського Дінця, Кіїк–Коба в Криму та ін. У ті часи люди селилися переважно в південній частині України, що зумовлювалось впливом льодовиків і суворим кліматом. Серед найцікавіших пам'яток, що свідчать про знайомство первісної людини з гірськими породами й використання їх з сакральною метою слід зазначити систему печер і гротів Кам'яна могила, яка понад 20 тисячоліть привертала увагу населення півдня України, стала матеріальним свідченням (своєрідним кам'яним архівом) образотворчої та сакральної культури XXIV—XX тис. до Р. Х.
У мезоліті (IX — VI тис. до Р. Х.) сформувалися наближені до сучасних післяльодовикові природнокліматичні умови, що зумовили більш широке розселення племен. У пізньому мезоліті з'явилися нові знаряддя праці: сокири, тесла, свердла, а також технології виготовлення й застосування мікролітів, тобто дрібних відщепів і пластин (наконечники, вкладні кістяних серпів тощо). Поступово період збирання кременю на поверхні змінюється викопуванням його за допомогою неглибоких ям і уступів, застосовуються перші кам'яні, кістяні та рогові знаряддя для видобування (копання) кременю.
Основним технологічним матеріалом неоліту (VI—IV тис. до Р. Х.), який характеризується зміною привласнюючого господарства мисливців і рибалок відтворюючим землеробсько-тваринницьким господарством, залишався кремінь, проте саме в цю епоху на території України йде освоєння перших металів, металургійних технологій і мідних виробів. Розробка покладів кременю й рудної сировини відбувається в «неолітичних копальнях». На землях Україні давні копальні кременю виявлені в районах сіл Городок, Половля, Новомлин (на Волині), Буківна (Івано-Франківщина), Студениця (Вінниччина), Широке (на межі Харківської та Донецької областей), поблизу міста Ізюм та ін. Розробки й майстерні з виготовлення кам'яних виробів доби неоліту-бронзи віднайдені також на значних територіях Луцької, Рівненської, Тернопільської, Харківської, Донецької та Луганської областей.
В епоху неоліту виникли перші світові цивілізації, серед яких виділяється Трипільська, що існувала між Карпатами й Дніпром у VI—III тис. до Р. Х. Трипілля було однією з основних давньоземлеробських культур нової кам'яної та мідної доби та охоплювало величезну територію (загальною площею понад 35 тис. км²), на якій існувало протягом трьох тисяч років поспіль. Однією з найцікавіших особливостей трипільців було утворення величезних селищ з одно– й двоповерховими глиняними будинками на глинобитних платформах (фундаментах), із спланованими вулицями й площами. Слід зазначити, що це був імовірно перший у світі сталий досвід цивілізації великих поселень, який трипільці не могли в когось запозичити, оскільки відомі археологам найбільші поселення того часу (Близький Схід, Єгипет, Балкани) мали на порядок меншу кількість мешканців (500—700 чоловік). Досліджені археологами трипільські поселення на Черкащині сягають площі до 100 га, а Майданецьке, Доброводи, Тальянки перевищують 250 га (в кожному з них мешкало до 10 тис. чоловік). Величезні масштаби будівництва, а також масове виготовлення глиняних виробів (славетна «мальована кераміка» трипільців, глиняні серпи із кременевими владнями-мікролітами, численні статуетки тощо) потребували великої кількості глиняної сировини, розробка якої була притаманна трипільській спільноті, а технології переробки, обпалення та орнаментації наближалися до досконалості.
Видобуток кременю й інших гірських порід здебільшого вели в підземних виробках. Найбільша з відомих гірничих розробок трипільців знаходилась поблизу села Буківна на Івано-Франківщині. Тут виявлено 277 штолень, розташованих групами по 17 — 47 входів. Виявлені ознаки відкритих гірничих робіт і залишки 27 майстерень обробки кременю. Як приклад наведемо також трипільські копальні кременя на Білій Горі над Дністром. Тут виявлено 8 штолень: середня площа підошви — 50 — 60 м2 (найбільша — 115 м2), висота виробок 0,8 — 2 м. Штольні мали бічні штреки й ніші. Для підтримки покрівлі застосовували породні цілики.
Поява перших мідних виробів на землях України спостерігається з кінця VI тис. до Р. Х. Вони знайдені в пам'ятках трипільської культури в Карпатському регіоні, в долинах Прута й Дністра. Гірничо-металургійні знання й навички з'явилися в Україні вже в готовому, відносно розвинутому вигляді разом з переміщенням на цю територію частини населення з основних центрів Балкано-Карпатської металургійної провінції, з території сучасної Болгарії та Румунії. Проте, аналіз металу знайдених знарядь праці, датованих між 5400 — 4600 рр. до Р. Х. , свідчить про наявність природних домішок не характерних для балканського й південно карпатського металу. Можна припустити, що це були місцеві вироби, виготовлені за балканськими зразками. На користь трипільської металургії свідчать також унікальні знахідки мідних сокир раніше невідомих типів, які відливали в глиняних формах (рис. 9.12 а, б). Невеликі мідні долота, знайдені на Київщині, розширюють наші уявлення про набір мідних інструментів Трипілля. Можливі місця тогочасних розробок мідних руд — відносно невеликі родовища Подністров'я, Прикарпаття й Буковини. Спостерігалася залежність від металургійних центрів південно-західних спільнот, важливу роль відігравав експорт металів з Балкан, а пізніше (в межах Циркумпонтійської металургійної провінції) — з Кавказу. Порівняно з цими регіонами, металеві знахідки на тогочасних теренах України зустрічаються зрідка, що відносить ці території до периферії вказаних металургійних провінцій. Проте, слід зауважити, що закономірності розвитку та історичні періоди первісної доби для населення України були спільними з культурами Балкан, Малої Азії, Близького Сходу.
Протягом ранньої та середньої бронзової доби (2800—1700 рр. до Р. Х.) на лівобережжі України формується потужна металургія донецької катакомбної культури. За кількістю знахідок металевих виробів вона не знає собі рівних у тогочасній Європі, по праву вважається однією з найбільш «металоносних» культур свого часу. Виявлений у похованнях майстрів-ливарників катакомбної культури інвентар свідчить про застосування глиняних ливарних форм багаторазового використання. Роль ковальського проковування зводилася лише до зміцнення лез бронзових виробів (ножі, тесла, долота, сокири). Виготовлення різноманітних прикрас здійснювали за допомогою ковальських технологій з литих заготівок.
Проблема джерел сировини для металургії катакомбної культури залишається дискусійною. Висловлювались гіпотези щодо надходження сировини з Кавказу, які не підтвердилися спектральними дослідженнями катакомбного металу. Враховуючи тісний зв'язок гірничих і металургійних практик бронзової доби, слід очікувати, що така високорозвинута й оригінальна металургійна традиція, яку створили донецькі катакомбники, навряд чи могла існувати без власних джерел міді. Найбільш імовірними районами розробок мідних руд виглядають мідисті пісковики Донецького басейну, які простяглися на захід до границь Запорізької та Дніпропетровської областей. Виявлені тут ознаки численних розробок періоду пізньої бронзи підтверджують можливість експлуатації цих родовищ і в попередні часи.

## Донецький гірничо-металургійний центр доби пізньої бронзи
«Передньою вартою» гірництва й металургії степової зони був Донецький гірничо-металіргійний центр доби пізньої бронзи, де зафіксовано ознаки 28 давніх рудників. Найбільш цікаві об'єкти зосереджені на рудопроявах Бахмутської улоговини (Вискривське, Кислий бугор, Клинове, Червоне озеро), серед яких виділяється найбільш досліджений рудник Картамиш (Луганщина). В межах Картамиського рудопрояву простежено 4 рудних горизонти потужністю до 0,8 м і довжиною до кількох кілометрів, репрезентованих тілами лінзовидної форми суцільних та вкраплених руд. Мінеральний склад руд — халькозин, зрідка — борніт і халькопірит. В зоні окиснення розвинені малахіт та азурит. Давня розробка мінералізованих мідистих пісковиків проводилась тут представниками зрубної спільноти протягом XVII — XIV ст. до Р. Х.
Увагу дослідників привертає в першу чергу масштабність відкритих гірничих робіт, яка була можливою завдяки виходу практично на поверхню рудних покладів мідистих пісковиків. Всього тут виявлено чотири кар'єри. Найбільший за площею чаші має еліптичну форму й сягає в плані розмірів 100 на 70 м. Глибина розробки перебільшує 6 м. Виділяється подвійний кар'єр, витягнутий уздовж краю пісковикової гряди уздовж лінії захід-схід. Його більша східна чаша має розміри 160 на 30–40 м, а глибина сягає 8 м (без врахування наносів). Розміри західної чаші 65 на 40 м при глибині від 3 до 5 м. Поміж виробками існує залишений цілик-перетинка шириною близько 6 м, що ймовірно свідчить про виклинення у цьому місці рудного тіла (не виключено використання цього перетину для зручності транспортування руди через кар'єр). Ще одна відкрита виробка в формі овалу, орієнтованого в північно-східному напрямку має більшу вісь близько 40 м й глибину 5 м.
Підземні виробки були розміщені на гребені гряди пісковиків і попередньо фіксувалися на поверхні за воронкоподібними западинами діаметром близько 6 м та глибиною до 2 м. Компактність їх розташування свідчить про використання технології розробки невеликими вертикальними виробками у вигляді шахтних стовбурів (глибина 5 — 7 м), які з метою забезпечення вентиляції повітря поєднували між собою горизонтальними збійками. З донної частини стовбурів пластом мідистого пісковику йшли похилі видобувні виробки. Поблизу підземних виробок знаходиться виробнича ділянка для первинного дроблення та сортування руди й відвал пустої породи (об'єм — близько 400 м3).
Знайдені знаряддя праці гірників, зокрема кам'яні мотики, молоти, відбійники, кістяні клини, скребки, копалки дають можливість припустити, що руйнування й відокремлення грудок пісковиків здійснювали за допомоги ударної дії та клинового відриву. Чисельні знаряддя з кісток тварин могли використовуватися для зняття поверхневого шару ґрунту, розчистки й підготовки щілин корінних порід для розклинювання тощо. Більша частина знарядь праці виявлена на техногенних ділянках збагачення руди. Всього на руднику знайдено більше 500 кам'яних і більше 300 кістяних гірничих знарядь, більше 400 фрагментів кераміки й до десятка бронзових виробів.
Масштабні збагачувальні роботи виявлені в техногенній зоні поблизу найбільшого кар'єру. Тут віднайдені залишки заглиблених в ґрунт котлованів виробничих будівель; ям, обкладених плитами пісковику, а також численні знаряддя праці (кам'яні платформи, молоти, пести, рудотерки, кістяні інструменти для переробки руд), фрагменти кераміки, скупчення каміння, кістки тварин, помольні камені. Виявлено також залишки порушеної часом наземної металургійної печі. Знайдені шматочки деревного вугілля, шлакова кераміка (глиняна обмазка печі), шлак, штейн — свідоцтва металургійного виробництва.
Цікавим археологічним об'єктом виявилася виробнича ділянка на поселенні гірників (300 м на південний схід від найбільшого кар'єру). Тут також зафіксовані сліди металургійної діяльності: збагачувальні знаряддя праці, залишки плавильної печі, фрагменти кам'яних і керамічних ливарних форм. Слід зазначити, що в пізній період бронзової доби широке розповсюдження отримала техніка лиття в кам'яні форми. На відміну від глиняних вони були більш міцні та давали можливість зробити до 150 відливок (глиняні — 10–15 відливок). Більшість форм виготовляли з талько-амфіболітових сланців. Центри розробки цих гірських порід були зосереджені на Дніпропетровщині (зокрема поблизу Кривого Рогу), звідкіля заготівки (бруски) цього каменю транспортувалися на великі відстані. Зрідка кам'яні форми виготовляли з пісковику. Виявлені на сьогодні об'єкти металургійного виробництва не в повній мірі відповідають обсягам видобутку картамиських мідних руд, що дає підстави припустити транспортування збагаченого рудного концентрату на віддалені території, багаті лісом (деревним вугіллям) і наближені до споживачів мідних виробів.
Для оцінки обсягів гірничих робіт і кількості отриманого металу була використана методика, що базувалася на визначенні об'ємів породних відвалів, які утворилися під час переміщення гірських мас з чаш кар'єрів і виробок. Аналіз отриманих результатів дозволяє стверджувати, що сумарний об'єм переміщених гірських порід склав більше 30 тис. м3, а кількість видобутої мідної руди — близько 800 м3, або 2160 т. Як засвідчили дослідження мідних руд Картамиша, вихід міді становить щонайменше 10 %, тобто мінімальний обсяг міді, витопленої з картамиських руд, становить близько 220 т. Ці обсяги, навіть з урахуванням вельми тривалого строку експлуатації рудника (2–3 сторіччя поспіль), свідчать про достатньо високу потужність розробок та їх суттєвий вплив на суспільний і економічний розвиток значних територій. Враховуючи діяльність інших подібних рудників Донецького гірничо-металургійного центру доби пізньої бронзи, можна стверджувати наявність на півдні Східної Європи розвинутого гірничо-металургійного комплексу степового типу.
Велике пізнавальне значення мають знахідки, що характеризують світогляд давніх гірників Картамиша. На руднику виявлені численні поховання дрібних копитних тварин у заповненнях гірничих виробок і на виробничих ділянках. Це свідчить про існування традиції культових (жертовних) поховань тварин після завершення гірничих робіт, як вдячність потойбічним силам, за взяті скарби надр. Поблизу однієї з виробничих ділянок був знайдений жертовний камінь з характерним заглибленням. Були зафіксовані приклади особливих культових комплексів гірничих знарядь, які повинні були «допомагати» успішному веденню важких небезпечних робіт. Особливу увагу привертають солярні знаки, залишені гірниками (або жерцями їх племен), як приклади звернення до містичних покровителів. Красномовною знахідкою було поховання гірника зрубної спільноти у ніші стовбурової виробки, поруч із небіжчиком були залишені знаряддя праці та багата мідна руда у глиняному горщику.
Аналізуючи масиви населення українських степових і лісостепових просторів середини II тис. до Р. Х. слід відзначити риси достатньо розвиненої культури скотарського типу, яка мала соціально-кастову структуру, сакральну, військову й виробничу аристократію, високий (як на свій час) рівень гірничо-металургійного виробництва, торговельні зв'язки на великих просторах, розвинуті культові та світоглядні моделі, була важливою складовою найбільш розвиненої частини ойкумени.

## Гірництво та металургія кімерійців, скіфів, ранніх слов'ян
Перехід від «бронзи» до «заліза» був досить повільним і нерівномірним у різних регіонах. Тривалий час вироби кольорової та чорної металургії співіснували, хоча «номенклатура знарядь» змінювалася (мечі та наконечники списів виготовляли переважно із заліза, а наконечники стріл, посуд, прикраси, дзеркала — з бронзи). Залізо починає входити в побут населення України з кінця II тис. до Р. Х., що збігається з першим подібним досвідом найбільш розвинутих європейських культур. Прикметно, що металургія кімерійської доби (технології осталення, ковальського зміцнення та зварювання) навіть випереджає більшість тогочасних європейських досягнень, що зумовлено тісними зв'язками кімерійців з народами Кавказу, а часом військовою експансією на Кавказ із захопленням не тільки матеріальної здобичі, але й, що цілком імовірно, рудознавців і майстрів-металургів, запозиченням технологій.
Найдавніша згадка про кочівників-кімерійців міститься у безсмертній «Одіссеї» Гомера (VIII ст. до Р. Х.). Побувавши у Північному Причорномор'ї, Геродот зазначає у своїй «Історії»: «Країна, що заселена зараз скіфами, як кажуть, з прадавна належала кімерійцям». Кочове життя й войовничість кімерійців зумовили характер їхньої матеріальної культури, насамперед озброєння й спорядження бойових коней. У ближньому бою вони використовували мечі, виготовлені цілком із заліза або споряджені бронзовими руків'ями. Довжина мечів сягала 1 м. Кімерійці виробляли не тільки просте кричне залізо, а й осталене, розумілися на цементації металу й ковальському зварюванні. Кімерійська зброя й металеві зразки кінського спорядження набули значного поширення (український Лісостеп, Середня Європа, Північний Кавказ), що є найкращим доказом великої професійної майстерності кімерійських металургів і ковалів.
Племена скіфів, які відтіснили кімерійців з Північного Причорномор'я у VII ст. до Р. Х., успадкували й розвинули їхні металургійні досягнення. У скіфів уперше з'являється наземна сиродутна піч із шлаковипуском, яка значно збільшує продуктивність плавлення заліза. Великі обсяги виробництва якісного заліза роблять Скіфію провідним експортером цього металу в країни Середземномор'я. Сировинна база скіфського заліза ґрунтувалася на поширених рудах бурого залізняку (лугові та болотні поклади Українського Лісостепу) та, імовірно, на магнітних залізняках Криворізького басейну.
Існує припущення, що продукти ремісничого виробництва, які знаходять у скіфських курганах, здебільшого виготовляли на теренах Лісостепу (де мешкали предки слов'ян) та в грецьких містах-полісах на північному узбережжі Чорного моря. Одним з потужних лісостепових центрів металургії та обробки заліза, бронзи й благородних металів було Більське городище (на межі Полтавської та Сумської областей). Оточене оборонною системою земляних валів (довжина 33,8 км) городище з кінця VIII до початку III ст. до Р. Х. було найбільшим укріпленим поселенням і металургійною базою скіфського світу, яку ототожнюють із згадуваним Геродотом містом Гелоном. Сировина для кольорової металургії та золотарства надходила переважно з Північного Кавказу (Геродот вказує також про надходження золота з Рифейських гір, тобто з Уралу). Чорну металургію забезпечували багаті місцеві руди бурого залізняку. Проводились також масштабні ламання каменю. Точильні бруски, шліфувальні плитки, жорна, молоти, тарелі з пісковику, сланців, кварциту, базальту, шиферу — такий асортимент кам'яних виробів був знайдений у пам'ятках Лісостепу. Потужні каменоломні існували також на півдні України. Вони забезпечували будівельними матеріалами грецькі міста-поліси.
Особливо слід відзначити високий рівень золотарства скіфського часу. Створені на землях України неперевершені мистецькі шедеври славетного «звіриного стилю» (поєднання східних елементів з класичними грецькими) залишаються колоритними перлинами провідних музеїв світу. Розкопки українських курганів відкрили цілий пласт ювелірного мистецтва Скіфії, центрами якого переважно були північночорноморські поліси, зокрема Пантікапей (сучасна Керч).
На відміну від степового поясу Південної України, де пройшла ціла низка кочових народів (кімерійці, скіфи, сармати, гуни, авари та ін.), в лісостеповій і лісовій зонах осіло мешкали предки слов'ян, які з часом утворили слов'янські племена й союзи. Їм були притаманні розробка каменю, глин, залізних руд, металургія, ковальство та гончарство. Найважливіше місце посідала гірничо-металургійна діяльність, яка поєднувала процеси видобутку руди, підготовки її до плавлення, отримання металу та його обробку і носила общинний характер. Вона одною з перших виокремилась в окрему галузь. Маючи на українських землях давню й безперервну традицію, вбираючи в себе досягнення й досвід попередників, виробництво заліза забезпечило в I тис. особливе значення металу в побуті та трудовій діяльності слов'ян.
Археологічні розкопки поселень носіїв зарубинецької культури (Київщина, початок нашої ери) виявили два типи організаційного устрою виробництва заліза — сільськими общинами та в спеціалізованих металургійних центрах. Прикладом останнього може служити Лютіж, де знайдено близько 400 ям для випалювання й зберігання деревного вугілля, залишки вогнищ з купами болотяної руди та 15 сиродутних горнів. YVI — VII ст. кількість відокремлених металургійних центрів значно збільшується (Середнє Подніпров'я, Волинь, Південне Побужжя, Наддністрянщина), що свідчить про суттєве збільшення потреб у залізі, пов'язане із значними зрушеннями у соціально-економічному розвитку слов'ян.
Здебільшого знаряддя праці виготовляли з кричного заліза, але іноді якість заліза поліпшували шляхом цементації. Для цього заготівки закладали у вогнетривкий горщик (тигель) разом з товченим деревним вугіллям й кістками або рогом, який щільно закривали й ставили в піч чи ковальське горно. Таким чином залізо перетворювалось на залізовуглецевий сплав (сталь). Прикладом такої діяльності можуть бути знахідки на черняхівському поселенні Іванківці, де поруч з горнами виявлена велика кількість уламків тиглів, шлаку, обрізків кісток тощо. Цікаво, що поруч з цим металургійним центром знайдено кам'яні ідоли. Зв'язок капища з виробництвом пояснюється статусом металурга як чаклуна та жерця слов'янського бога Сварога.
YVI — VII ст. з'являються ознаки відокремлення процесу обробки заліза (ковальства) від гірничо-металургійної діяльності. Свідоцтвами цього є, горни наземного типу і залишки агломераційних печей для попереднього обпалу руди, але не виявлені ознаки ковальського виготовлення знарядь праці та зброї. І навпаки, у городищі Зимне (ремісничому центрі слов'янського племені дулібів) зафіксоване велике виробництво ковалів і золотарів, проте немає слідів залізодобування. Означений розподіл праці, а також поширення спеціалізованих гірничо-металургійних центрів свідчать про процеси помітного економічного й суспільного поступу східнослов'янських племен, формування їх політичних союзів і освоєння великих територіальних просторів.

## Київська Русь, Литовсько-Польський період, Гетьманська Україна
Утворення внаслідок тривалого розвитку східнослов'янського суспільства однієї з найбільших держав середньовічної Європи — Київської Русі (кінець IX ст.) відкрило можливості для подальшого прогресу господарчої, торговельної та військової діяльності. Провідною галуззю ремесла утверджується чорна металургія, яка разом із землеробством становила основу економічного розвитку країни.
Крім общинних розробок існували спеціалізовані центри залізоробного ремесла. Один з них знаходився в літописному місті Городську на Тетереві (Житомирщина). Тут одночасно функціонували десятки сиродутних горнів. Звертає увагу те, що на території України десятки сіл і містечок мають у своїй назві слово «рудня», що говорить про старовинний спеціалізований промисел місцевих жителів. Найбільшими центрами обробки чорного металу були Київ, Чернігів, Вишгород, Галич. Асортимент виявлених виробів із заліза включав близько 150 назв, зокрема 22 знаряддя праці, 46 ремісничих інструментів, 16 видів зброї, 37 предметів домашнього начиння, 10 наборів кінської збруї, 19 прикрас. Успіхи металургів і зброярів стали запорукою швидкого зміцнення давньоруської держави, численних військових перемог і територіальних надбань, особливо за Святослава Хороброго.
Загальний прогрес у всіх сферах господарства і розвиток військової справи зумовили підвищений попит на металічні руди, сіль, земляні фарби, будівельний камінь, глини та інші види мінеральної сировини. Особливо слід відзначити розробки глин, як для будівництва житла, так і для вельми розвиненого гончарства. Великі гончарні центри утворювались у різних регіонах країни, причому розробки сировини поєднувалися в них з майстерним промислом, мистецькими розписами, розвиненою технологією обпалення виробів. Один з найбільш відомих центрів гончарства знаходився у Лютіжі (Київщина), де археологічні розкопки виявили численні печі (рис. 9.24), гончарний інструмент і готові вироби Х — XII ст.
Велике значення для розвитку держави мало карбування власних монет. Поряд з іноземними (здебільшого візантійськими й арабськими) наприкінці Х ст. з'являються перші монети Київської Русі. Великий Князь Володимир Святославович карбував золоті та срібні монети з гербом-тризубом та Ісусом Пантократором на зворотньому боці. Можна припустити, що златники були своєрідними візитними картками Великого Князя, якими він на увесь світ проголошував свою владу на Християнізованій Русі. Князі Святополк і Ярослав Мудрий також карбували срібні монети. У ХІ ст. головною грошовою одиницею стала срібна гривня (зливки вагою 155, 160, 196 г). Значна частина монет карбувалася з срібла арабських дирхемів. Крім того, благородні метали в обмеженій кількості надходили з Чехії й Угорщини.
На Закарпатті в ХІ — ХІІ ст. відновилася розробка Мужіївського родовища золота (Берегівський район Закарпатської області), відомого ще за часів кельтів і римлян. Золотовмісні руди представлені кварцом, каолінітом, оксидами заліза. Крупність зерен благородного металу рідко перевищувала 1-2 мм, але в середньовіччі ймовірно розроблялися більш продуктивні мінерали. Вперше золотоносна гора згадується в літописі у 1114 р. Золото тут видобували слов'яни й угорці (пізніше — турки). У 1959—1960 рр. під час ревізійних робіт на південному схилі Великої Брегівської гори були розкриті численні гірничі виробки. Доступ у ці копальні був закритий, тому вони збереглися так, як їх залишили середньовічні рудокопи. Сучасні геологи були приємно здивовані, що система старих штолень вельми раціональна й логічно завершена. Про знання гірничої справи свідчить і система вентиляції виробок. Старі штольні мають малі розміри — близько 1,2 м висоти й трохи менше 1 м ширини. Розробки йшли за жилою, причому майже без видачі порожньої породи на поверхню — методом засипання виробленого простору сусідніх виробок. Там де знаходили потужне рудне тіло, розробку вели камерним способом, часто з ризиком для життя (в одній з камер від рудного тіла з підвищеною концентрацією золота майже нічого не залишилося, але камера набула загрозливих для безпеки розмірів). Освітлювалися виробки масляними світильниками. Стінки й стелі багатьох копалень, особливо в міцних породах, сильно закопчені. У виробках були виявлені давні знаряддя виробництва, залишки одягу, глиняні черепки й світильники. Дерев'яні та шкіряні предмети — сита, колоди, дошки, черевики, мішки — перетворилися в тлін і руйнувалися при першому ж дотику.

### Період Гетьманської України
Однак подальшому розвитку гірничої та ливарної справи перешкодило монголо-татарське нашестя (XIII — XIV ст.). В другій половині XIV ст. в Україні-Русі відбувається відродження господарського комплексу (в тому числі гірничий промисел: залізні руди, буре вугілля, будівельні матеріали) в складі Галицько-Волинського Князівства (Королівства), Великого князівства Литовського і подальший розвиток — в Речі Посполитій, Гетьманській Україні.
Необхідно підкреслити, що Гетьмани України значною мірою опікувалися розвитком гірництва. Так, відомо 14 Універсалів Івана Мазепи про виділення українській шляхті, козацькій старшині земель під устаткування рудень, селітряних заводів, ковальських цехів, до нашого часу дійшли окремі Універсали щодо рудень гетьманів Д. Многогрішного, І. Самойловича, Г. Гуляницького, військового підскарбія Р.Ракушки та інших.
При цьому цікаво, що землями, млинами, «руднями» часто наділялися як монастирі, так і окремі представники української старшини — українська шляхта. По суті це типовий елемент військово-ленної системи винагородження значимих воїнів і організації господарства країни, застосування якої відоме ще з часів Шумеру, Сасанідської Персії, пізніше — Оттоманської Порти (тімарна система). Так Універсалом від 9 лютого 1688 року Гетьман Іван Мазепа підтверджує маєтності Межигірського монастиря, серед яких є «рудні», Універсалом від 9 травня 1690 р. він дозволяє стародубівському полковнику Михайлові Миклашевському побудувати дві рудні «для робленя желѣза… при якихъ то рудняхъ… осадити килко десять дворов людей», з яких передбачається брати податки: «звиклие зъ них отбирати пожитки». Цікаво й те, що іноді рудні надавалися в посесію. Зацитуємо уривки з Універсалу Івана Мазепи від 26 березня 1701 р. про надання архієпископу чернігівському і новгородському у посесію Неданчицької рудні: «…Мы прето, гетьман, видячи многое иждивение ку благолѣпию церковному… не одмовляем у чинности, такъ и тую помянутую рудню Неданчицкую и людей при оной живущихъ в зуполную поссесію, моць и владзу зо всѣми з ней приходами и пожитками належачимы, из послушенствомъ тихъ неданчицких людей до гачення греблѣ тамошной в помощъ потребним сим унѣверсалом нашим ствержаемъ и надаемъ под такою кондициею, абы его милость щороку з той своей руднѣ до скарбу войскового казалъ давати дванядцать возков желѣза доброго гнучого, от якой дачи на сей тилко еденъ рокъ его милостей уволняем, з тих мѣрь же направу и на реставрованне оной же руднѣ будетъ его милость кошть свой ложити» (ЦДІАК України. — Ф.57. — Оп. 1. — Спр. 6. — Арк. 1177/1164). Звільнення підприємства від податку на певний час його становлення (в Універсалі Гетьмана І.Мазепи — один рік) — сучасна звичайна практика. Податок же сплачувався у натуральному вигляді — залізом, причому якісним — «добрим гнучким» (тобто придатним для кування, не холодноламким).
Є свідоцтва про накопичення гірничо-металургійних знань ченцями Києво-Печерської лаври. У 1724 р. лаврою була запроектована перша в Україні доменна мануфактура, яка постала на рудоносних землях Стародубського полку.
З XVI ст. у Дніпровському басейні починається видобуток бурого вугілля відкритим способом. З цього часу відомі також цілющі властивості мінеральних вод Карпат і Закарпаття.
Перша письмова згадка про випарювання солі з води Торських озер (територія сучасного міста Слов'янськ на Донеччині) з'являється у 1627 р., хоча, за археологічними розвідками, виварювання солі велося тут ще з стародавніх часів. Сюди з різних міст України й Московського царства (пізніше — Росії) на сезонну роботу їхали солевари, яких влітку збиралося від 5 до 10 тис. чоловік. Подібні роботи вели в XVIII ст. на соляних озерах Бахмута. У 1876 р. поблизу с. Брянцевка (нині м. Соледар) урядова свердловина глибиною 292 м перетнула 9 соляних пластів, серед яких був 40-метровий пласт, названий пізніше «Брянцевським». Тут була заснована в 1879 р. перша соляна шахта Донбасу. У 1778 р. почався видобуток солотвинської кам'яної солі (Закарпаття), яка стала основним джерелом для споживання на Заході України.
Нафтопрояви в Українських Карпатах місцеве населення спостерігало з давніх-давен, що позначилося на топонімах, які походять від автохтонної назви нафти — ропа: Роп'янка, Ріпне, Ропиця та ін. В Україні нафту вперше почали видобувати на Прикарпатті в XVI — на початку XVII ст. Вже в XVI ст. м. Дрогобич отримало привілей на освітлення вулиць «скельним олієм». Перша згадка про карпатську нафту зустрічається в літературі 1617 р. На старовинному промислі Слобода Рунгурська її добували в 1711 р.
Деякий вплив на формування вітчизняної геологічно-пошукової справи мали розвідувальні експедиції та геологічні дослідження відомих рудознавців та вчених, яких уряд Російської імперії направляв у XVIII ст. на Україну для виявлення родовищ корисних копалин (дослідження Георга Ніксона, Готліба Юнкера, Густава Райзера, Петра Палласа, Самуеля Гмеліна, Н. Г. Ліванова та ін.).

## Вітчизняні артефакти гірництва і наук про Землю та значимі гірничі відкриття
Ізборники Святослава 1073 та 1076 рр., — пам'ятки давньоукраїнського перекладного письменства, створені для чернігівського князя Святослава Ярославича, — містять перелік і опис багатьох каменів-самоцвітів, ціни на них тощо.
Найстарша згадка, що пов'язана з вітчизняною науковою діяльністю гірничого напрямку, стосується Швайпольта (Святополка) Фіоля (1460—1526 рр.), слов'янського першодрукаря, за походженням можливо лемка (інша версія — німця), який у Кракові видрукував перші книги тогочасною писемною українською мовою «Тріодь Пісна», «Тріодь Цвітна», «Часословець» і «Осьмогласник» (1491 р., за існуючими версіями у співпраці з давньоукраїнським вченим Юрієм Дрогобичем). Окрім видавничої діяльності, Фіоль займався гірничою механікою й розробляв конструкції гірничих машин. 9 березня 1489 р. він отримав від польського короля Казимира IV привілей (патент) на винайдену ним машину для відкачки води з шахт, яка призначалася для свинцевих копалень в Олькуші. Цей винахід зацікавив видатного гірничого інженера й конструктора гірничих машин Іоанна Турзо (1437—1508 рр.), співвласника промислово-банківської компанії Фуггера-Турзо, яка утворила першу європейську гірничо-металургійну монополію. Факт технічної взаємодії Фіоля з Турзо зафіксовано в краківських архівах і вперше опубліковано у 1922 р. польським істориком Яном Пташніком. До речі, перша слов'янська друкарня Фіоля, що друкувала книги кирилицею, була заснована саме на кошти Турзо. Наразі сьогодні мусимо дотримуватися погляду приналежності Фіоля двом або трьом культурам: українській і польській, а також німецькій.
Друга хронологічно важлива постать у вітчизняній історії наук про землю — Інокентій Гізель (бл. 1600—1683 рр.). Він першим з відомих професорів Києво-Могилянської Колегії висвітлював у своїх лекціях багато даних з наук про Землю, дотичних до гірництва. Ним була висунута теза про незнищенність речовини, яка отримала подальший розвиток у відомих працях Лавуазьє і Ломоносова.
У 1627 р. в Києві виходить друком «Лексикон славенороський…» Памво (Степана) Беринди, який серед 7 тис. слів містить і терміни, пов'язані з гірництвом, корисними копалинами.
Наступними хронологічно є праці Феофана Прокоповича — ректора Києво-Могилянської Академії. XVIII століття було знаменним для розвитку гірничої справи. В Києво-Могилянській академії вже в 1705—1709 рр. вивчалися основи наук про корисні копалини. У книзі ректора Академії Феофана Прокоповича (1681—1736 рр.) «Про досконалі змішані неживі тіла — метали, камені та інші» давалися докладні уявлення про смолу і сірку, нафту, бурштин, глини (гончарну, мергелі, білу глину), солі (викопну, морську, джерельну, аміачну, вірменську й купорос). Чи не вперше було сказано про причини професійних захворювань гірників: «Більшість хвороб, з якими стикаються шахтарі та металурги, походять від сірки й ртуті».
Ф.Прокоповичем розглянуті корисні копалини в каменях і гемах (дорогоцінних каменях). Причому опрацьована їх первинна класифікація. Виділялися камені пористі і густі, прозорі та темні, геми та перли.
Діяльність братів Ковалевських.
У 1827 р. гірничий інженер, виходець з харківської шляхти Ковалевський Євграф Петрович, який починав інженерну діяльність на Луганському заводі, виконав перше наукове стратиграфічне і геологічне дослідження Донбасу. Його книга «Геогностическое обозрение Донецкаго горнаго кряжа» (1829 р.) стала справжнім науковим відкриттям Донбасу. Саме Є. П. Ковалевському належать назви «Донецький кряж», «Донецький басейн», від чого згодом було утворено скорочення «Донбас». Прикметно, що дослужившись до посади голови цензурного комітету, а згодом — до міністра освіти Російської Імперії, Євграф Ковалевський не забув свого українського коріння і забезпечив зняття цензурної заборони з «Кобзаря» Т. Шевченка. Родина Ковалевських дала ще одного видатного гірничого інженера і геолога Єгора (брата Євграфа), якого запрошували очолити пошуки корисних копалин володарі Чорногорії, Єгипту та Китаю. Він одним із перших серед Європейців побував у верхів'ях Нілу і мав можливість спостерігати сліди давньоє-гипетських розробок золота в Нубії. Єгора Ковалевського можна по праву вважати першим вітчизняним дослідником давньої історії гірництва.
Штейгерська школа у Лисичанську. Значні успіхи в промисловому видобутку вугілля у Лисичому Байраку (впровадження передової техніки, зокрема парових машин; будівництво пристойного селища гірників з небаченою раніше «соціальною сферою»), а також розуміння доброї перспективи розвитку Донбасу сприяли утворенню тут у 1806 р. першого в Україні гірничого училища — зразкової Штейгерської школи, біля витоків якої стояли сподвижники Гаскойна.
Училище користувалося великим авторитетом і повагою у гірників і проіснувало близько півсторіччя. Після деякої перерви Гірничий департамент Російської імперії ухвалив рішення у 1872 р. знову відкрити у Лисичанську відомий навчальний заклад. Положення про Лисичанську штейгерську школу було підписано особисто імператором Олександром II. В Положенні (статуті школи) серед іншого визначалася мета закладу: «…приготовление штейгеров, то есть мастеров рудного дела, для каменноугольной области Донецкой».
Положенням була введена п'ятибальна система оцінювання знань, причому перевести студента на наступний курс можна було при оцінках з загальних дисциплін не менше трьох балів, а з «гірничого мистецтва» та «маркшейдерії» — не менше чотирьох балів. Термін навчання становив 4 роки. За успішне навчання виплачувалася «казенна стипендія», найкращі учні нагороджувалися преміями З'їзду гірничопромисловців. Для потреб школи було надано просторе приміщення у центрі міста. Дещо пізніше школі була передана лабораторія металургійного заводу з усім обладнанням (вважалося аксіомою, що гірничий спеціаліст повинен розумітися на металургії), а також побудована штольнева шахта для практичних занять. На відкриття Штейгерської школи приїхав відомий винахідник і інженер, директор Гірничого департаменту В. К. Рашет. «Горный журнал» (число від 30 серпня 1873 р.) описав подію відкриття гірничого училища, зокрема відзначивши: «В селищі Лисичанське, де вже здавна існує казенний кам'яновугільний рудник і де останнім часом збудований гірничим відомством доменний завод, відбулася подія, що має велике значення для розвитку гірництва в Донецькому басейні. В цей день відкрито училище… й немає сумніву, що самоуки … не витримають конкуренції та будуть витіснені вихованцями штейгерської школи».
Набір 1873 р. склав 40 студентів. Викладацький колектив формувався із досвідчених фахівців Луганського гірничого округу, а також з випускників Санкт-Петербурзького гірничого інституту. Згідно з гірничою традицією, Школа мала свою форму для учнів: кашкет, штани, сорочка, піджак, чоботи, шкіряний пояс з бляхою, на якій був гірничий знак — кирка і молоток. Ґудзики на парадному костюмі були позолочені і мали вензель «ЛШШ» (Лисичанська штейгерська школа). Училище мало свій духовий оркестр, самодіяльний театр, регулярні літературні «вечори».
Про високий рівень підготовки гірників у Лисичанській школі-училищі свідчать запрошення її вихованців не тільки на шахти й рудники України, але й на Кавказ, Урал, Сибір. Схвальну оцінку роботи Штейгерської школи дав Д. І. Менделєєв, який влітку 1888 р. досліджував вугільні родовища у Лисичанську. У статті «Будущая сила, покоящаяся на берегах Донца» (журнал «Северный вестник», 1888 р.) він зокрема писав: «…життя багатьох рудників, які я тут бачив, показало, що Лисичанська штейгерська школа дає той клас практичних діячів, яких взагалі мало випускають наші навчальні заклади». До 1917 р. школа підготувала близько 700 штейгерів, які очолювали на різних рівнях гірничовидобувні підприємства Донбасу, здійснювали інженерне керівництво. Крім широковідомої державної Штейгерської школи у Лисичанську, в 70-х роках XIX ст. були утворені приватні гірничі училища у Кривому Розі (на кошти засновника найпотужнішого рудника С. М. Колачевського) та у Горлівці («Гірниче училище Самуїла Соломоновича Полякова»).
Діяльність О.Поля. У 1866 р., оглядаючи схили Дубової балки (зараз — територія м. Кривий Ріг), дослідник-археолог, краєзнавець і підприємець Олександр Миколайович Поль (1832—1890), нащадок гетьмана П. Полуботка (1660—1723), виявив поклади високоякісної залізної руди. У 1880 р. після ряду лінійованих ним геологічних пошуків О. М. Поль ініціює відкриття акційного товариства «Залізні руди Кривого Рога» і відкриття у 1881 р. Саксаганського рудника. Це був початок розробки залізних руд Кривого Рогу.
Нафтопереробна справа на Західній Україні. Якщо гірництво на східних землях України базувалося здебільшого на металургії та видобутку вугілля, то основний розвиток на західних землях був пов'язаний у другій половині XIX ст. з розробкою нафтових родовищ і технологією буріння свердловин. Нафтові промисловці та компанії, зацікавлені у підвищенні фахових вмінь своїх працівників, організовували (у різних формах) навчання робітників і технічного персоналу, але воно носило локальний, виключно прикладний характер. Серед значних наукових досягнень, викликаних потребами часу, відмітимо знаковий факт співробітництва у сфері переробки нафти та використання світлих нафтопродуктів, який належить українській і польській культурам. У 1852 р. львівський аптекар Петро Миколяш доручив своїм досвідченим фармацевтам Ігнату Лукасевичу та Іванові Зеху розробити метод очищення нафти. Їх спільна праця була успішною. У 1853 р. Австрійське цісарське бюро патентів видало Іванові Зеху привілей (патент) на запропонований спосіб очищення нафтових дистилятів. Вперше створений гас відкрив нову сторінку в історії техніки, як пальне для освітлення, а згодом — моторне паливо. Майстер-бляхар Адам Братковський виготовив першу лампу для використання одержуваного гасу Зеха.
НТШ. Розвитку природничих наук, української наукової термінології в галузі наук про Землю, сприяло створення у 1873 р. Наукового Товариства ім. Шевченка (НТШ) — по суті першої української академії наук. У фундаментальній 11-томній праці «Енциклопедія українознавства» (1955—1984 рр.) науковці НТШ вперше дали енциклопедичний опис основних корисних копалин України, історії їх освоєння; геологічних, гірничотехнічних та економічних покажчиків основних басейнів та родовищ, а також багатьох технічних термінів, пов'язаних з розробкою корисних копалин.
Відкриття Катеринославського вищого гірничого училища. Центральною подією становлення гірничої освіти та науки в Україні було відкриття у 1899 р. Катеринославського вищого гірничого училища, відомого сьогодні як Національний гірничий університет (м. Дніпропетровськ). Цікавою особливістю виникнення цього провідного навчального закладу було те, що відкритий він був за рішенням XXI з'їзду гірничопромисловців Півдня Росії (1896 р.) і, значною мірою, на кошти підприємців-меценатів (в першу чергу — українського промисловця й банкіра Олексія Алчевського).
Центром створення таких «технічних сил» і мало стати Катеринославське вище училище, тим більше, що розташовувалося воно в центрі багатих мінеральних «провінцій» України: донецького вугілля, криворізького заліза, бахмутської солі, микитівської ртуті, нікопольського марганцю.
12 жовтня 1899 р. у Потьомкінському палаці була проведена церемонія відкриття Катеринославського вищого гірничого училища. Першим його директором був призначений гірничий інженер С. М. Сучков (1899—1908), а другим — професор геології М. Й. Лебедєв. Вище гірниче училище спочатку мало два відділення — гірниче і заводське. В училищі були створені бібліотека з двома відділами, мінералогічний музей, хімічна, механічна і пробірна лабораторії, кабінети з кожної дисципліни. 25 травня 1903 р. імператор Микола II затвердив постанову Державної Ради про термін навчання в КВГУ — 4 роки та присвоєння випускникам звання гірничого інженера. 19 червня 1912 р. Державна Дума прийняла Закон про перетворення КВГУ на Катеринославський гірничий інститут (з 1 липня 1912 р). Його першим ректором став той же М. Й. Лебедєв. У 1912 р. кількість викладачів КГІ становила 44 чол., з них 14 професорів, набір студентів становив 700—800 осіб.
Макіївська гірничорятувальна станція. Одним із важливих кроків наукового дослідження проблем безпеки гірничих підприємств стало утворення на початку XX ст. Макіївської гірничорятувальної станції, яка досліджувала технологію кріплення виробок, вентиляції копалень та боротьбу з пожежами в рудниках. Незадовільний стан гірничорятувальної справи і безпеки підземних робіт вимагав від промисловців конкретних дій, що знайшло своє відображення в рішеннях з'їздів гірничопромисловців Півдня Росії про відкриття спеціальних станцій у Юзівсько-Макіївському районі. Для вирішення проблеми були виділені значні приватні кошти. З метою ознайомлення із світовим досвідом організації гірничорятувальної справи у Німеччину та Австрію були відряджені здібні гірничі інженери. У 1907 р. у м. Макіївці почала працювати рятувальна станція і невелика науково-дослідна лабораторія. Першим керівником Макіївської гірничорятувальної станції був гірничий інженер Д. Г. Левицький.